# Lista de canções digitais número um nos Estados Unidos em 2016
A seguir apresenta-se a lista das canções digitais que alcançaram o número um nos Estados Unidos no ano de 2016. A Hot Digital Songs é uma tabela musical que classifica os singles mais vendidos em lojas digitais nos Estados Unidos, publicada semanalmente pela revista Billboard, com os seus dados recolhidos pelo sistema de mediação de vendas Nielsen SoundScan.

## Histórico
| Data            | Canção                | Artista(s)                        | Vendas aproximadas | Notas de rodapé |
| --------------- | --------------------- | --------------------------------- | ------------------ | --------------- |
| 2 de Janeiro    | "Mary, Did You Know?" | Jordan Smith                      | 161 mil            | [ 2 ] [ 3 ]     |
| 9 de Janeiro    | "Hello"               | Adele                             | 174 mil            | [ 4 ] [ 5 ]     |
| 16 de Janeiro   | "Hello"               | Adele                             | 327 mil            | [ 6 ] [ 7 ]     |
| 23 de Janeiro   | "Love Yourself"       | Justin Bieber                     | 164 mil            | [ 8 ] [ 9 ]     |
| 30 de Janeiro   | "Love Yourself"       | Justin Bieber                     | 147 mil            | [ 10 ] [ 11 ]   |
| 6 de Fevereiro  | "Love Yourself"       | Justin Bieber                     | 139 mil            | [ 12 ] [ 13 ]   |
| 13 de Fevereiro | "Work"                | Rihanna com participação de Drake | 126 mil            | [ 14 ] [ 15 ]   |
| 20 de Fevereiro | "Pillowtalk"          | Zayn                              | 267 mil            | [ 16 ] [ 17 ]   |
| 27 de Fevereiro | "My House"            | Flo Rida                          | 136 mil            | [ 18 ] [ 19 ]   |
| 5 de Março      | "My House"            | Flo Rida                          | 135 mil            | [ 20 ] [ 21 ]   |
| 12 de Março     | "Work"                | Rihanna com participação de Drake | 169 mil            | [ 22 ] [ 23 ]   |